# حسینیه کنجک
حسینیه کنجک مربوط به دوره قاجار است و در یزد، خیابان امام خمینی، محله پیر برج واقع شده و این اثر در تاریخ ۲۷ بهمن ۱۳۸۷ با شمارهٔ ثبت ۲۴۷۳۵ به‌عنوان یکی از آثار ملی ایران به ثبت رسیده است.